# Petrin
Petrin (též Petrinium) je bývalý německý chlapecký seminář v Bruntále. Budova je od roku 2002 chráněna jako kulturní památka České republiky. Stavba je čtvercového půdorysu, s nádvořím uvnitř. V čele pak vystupuje malá kaple.

## Historie
Poté, co byl zrušen kněžský seminář v Kroměříži, arcibiskup vydal v roce 1919 výnos o zřízení německého chlapeckého semináře v Bruntále. Roku 1924 se začalo s výstavbou, 14. 8. 1926 byla škola dostavěna a slavnostně otevřena.
Za druhé světové války budova sloužila jako vojenské velitelství wehrmachtu, přičemž v bojích se sudetoněmeckými povstalci byla československou armádou 24.–26. září 1938 značně poškozena. Nadále zde výuka nepokračovala a škola byla roku 1939 úředně zrušena.
Až do roku 1946 budova sloužila nejrůznějším účelům. Právě tehdy zde bylo zřízeno Gymnaziální učiliště bratří Nejsvětější Svátosti pod vedením Petrinů. Konec nastal roku 1950 v rámci rušení mužských řádů.
Následně se Petrin stal domovem zdravotně postižených, Vyšší vojenskou školou důstojníků pěchoty čs. armády a nakonec vzdělávací institucí jako základní škola s městským osmiletým gymnáziem, jež bylo později zrušeno.

## Současnost
Od července 2013 Petrin slouží jako základní škola, městská knihovna, expozice zaměřená na školství, mateřská škola, středisko volného času se svou stanicí mladých přírodovědců.